# Rotundenbrücke
Die Rotundenbrücke überquert den Donaukanal in Wien und verbindet die Bezirke Landstraße und Leopoldstadt.

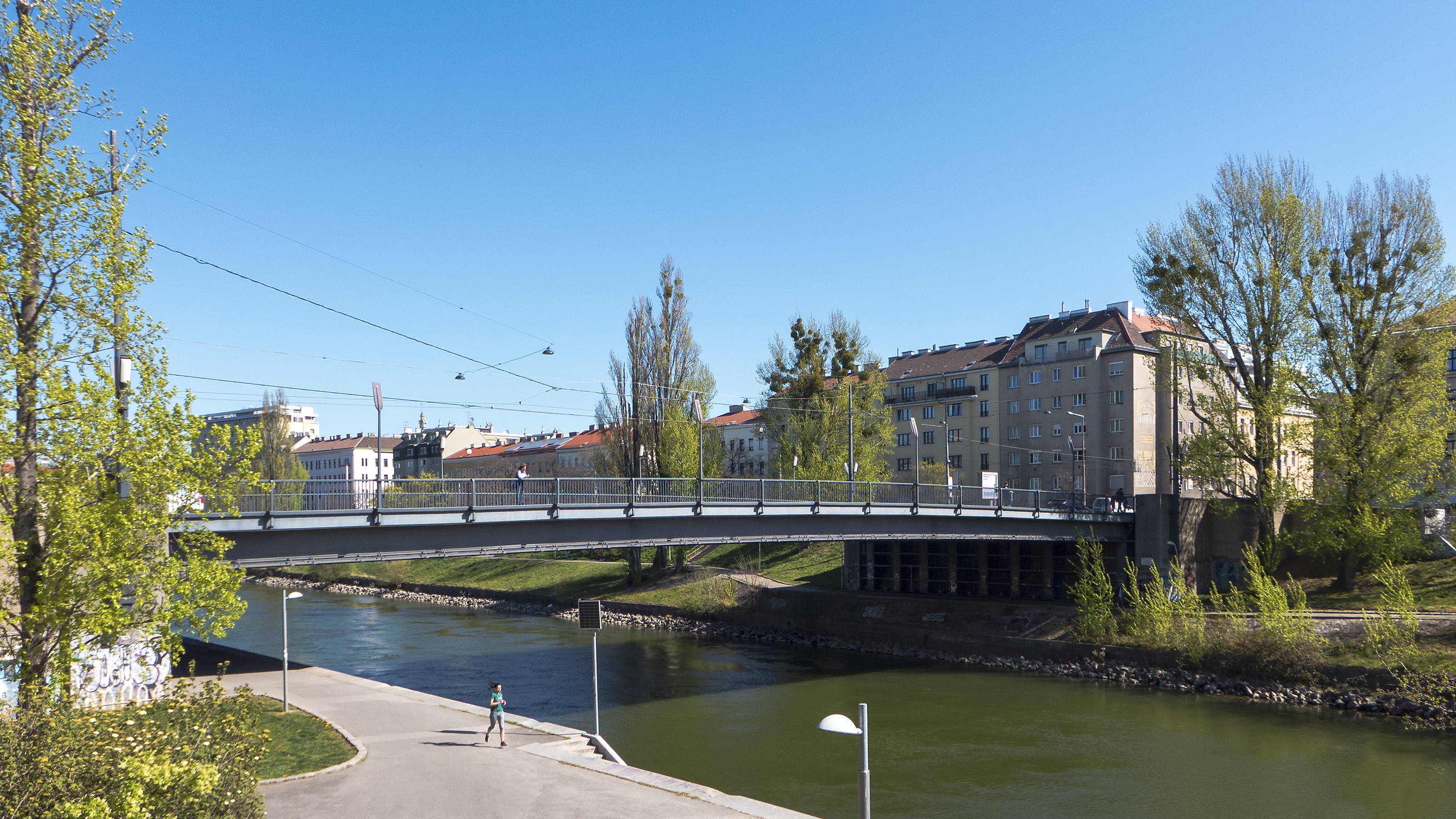
Rotundenbrücke

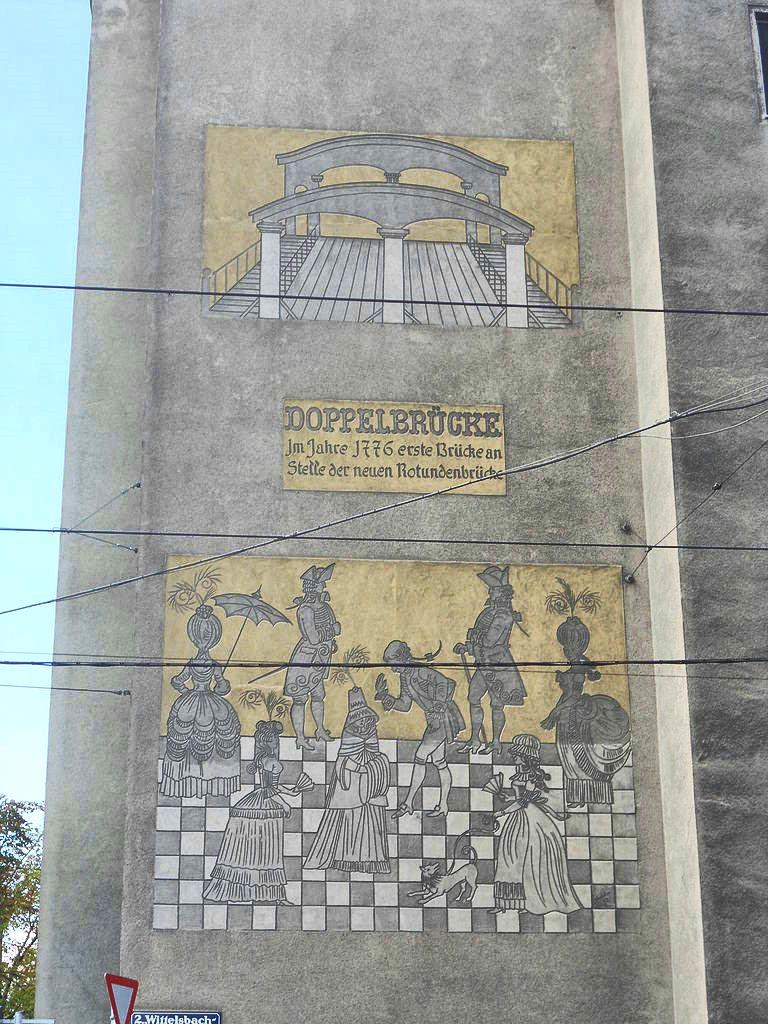
Sgraffito auf dem Haus Wittelsbachstraße 1, auf die Doppelbrücke Bezug nehmend

## Lage
In der Nähe der Rotundenbrücke befinden sich das so genannte „Hundertwasserhaus“ und das Bundes-Blindenerziehungsinstitut. Die Straßenbahnlinie 1 befährt die Rotundenbrücke auf ihrer Route in den Wiener Prater. Bei der damaligen Sophienbrücke wurde 1904 das erste von vier städtischen Strombädern im Donaukanal verankert.
Am 23. August 1894 erschoss sich Jaromir Mundy, ein Mitbegründer der Wiener Freiwilligen Rettungsgesellschaft, bei der damaligen Sophienbrücke.
Bei der Rotundenbrücke befand sich eine Haltestelle der Pressburger Bahn.

## 1797–1809
Nach Klusacek (s. u. Literatur) ließ Fürst Andreas Rasumofsky unweit von seinem Palais, das später lange Zeit die Geologische Bundesanstalt beheimatete, eine hölzerne Brücke über den Donaukanal errichten. Durch einen Eisstoß im Jahr 1809 stürzte sie ein.
Pauser zufolge wiederum wurde die erste Brücke bereits 1776 auf Initiative des späteren Kaisers Joseph II. errichtet. Diese Donaukanalquerung wurde an Stelle einer Überfuhr als Doppelbrücke aus Eichenholz gefertigt.

## 1810–1819
Die in den Jahren 1810/1811 abermals vom Fürsten Rasumofsky beauftragte Steinbrücke musste wegen der bei einem Hochwasser erlittenen Schäden 1819 abgebrochen werden.

## 1824–1871

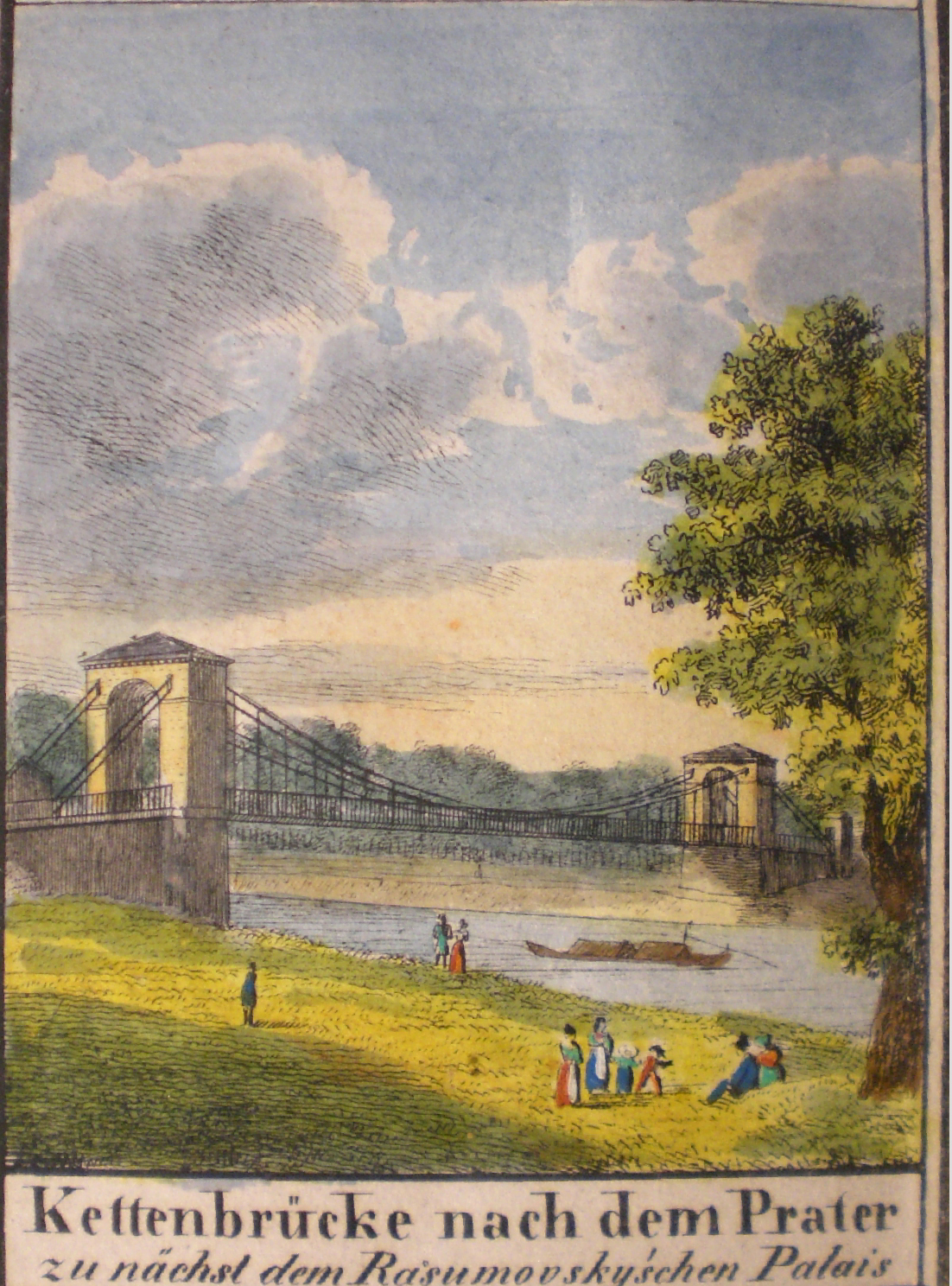

Wegen eines Brandes in seinem Palais war Fürst Rasumofsky nicht in der Lage, auch noch eine dritte Brücke zu finanzieren. Deshalb bildete sich unter Ignaz von Mitis eine private Aktiengesellschaft, die zwischen 1824 und 1825 die erste Kettenbrücke von Wien erbauen ließ. Allerdings war diese nur für Fußgänger und Reiter passierbar und außerdem hatten sich die Financiers von Kaiser Franz I. das Recht gesichert, vierzig Jahre lang von jedem, der auf der nach Erzherzogin Sophie benannten Brücke den Donaukanal queren wollte, einen Kreuzer Brückenmaut einheben zu dürfen. Die Pläne stammten von Johann von Kudriaffsky, der auch die Franzensbrücke geplant hatte.
Das neuartige Erscheinungsbild dieser Brücke mit 71 Metern Spannweite war namensgebend für ein Vergnügungslokal, das den Namen „Kettenbrückensaal“ (oder: „Tanzsaal zur Kettenbrücke“ in der Donaustraße 4 in der Leopoldstadt) erhielt. Hier wurde im Fasching 1827 auch der „Kettenbrückenwalzer“ von Johann Strauss Vater uraufgeführt.
Während der Revolution 1848 kam es am 26. September zu Kämpfen um die Brücke, Kommandant der Verteidiger gegen die kaiserlichen Truppen war Robert Blum. Anlässlich der kommenden Weltausstellung wurde sie abgetragen und neu errichtet.

## 1871–1935

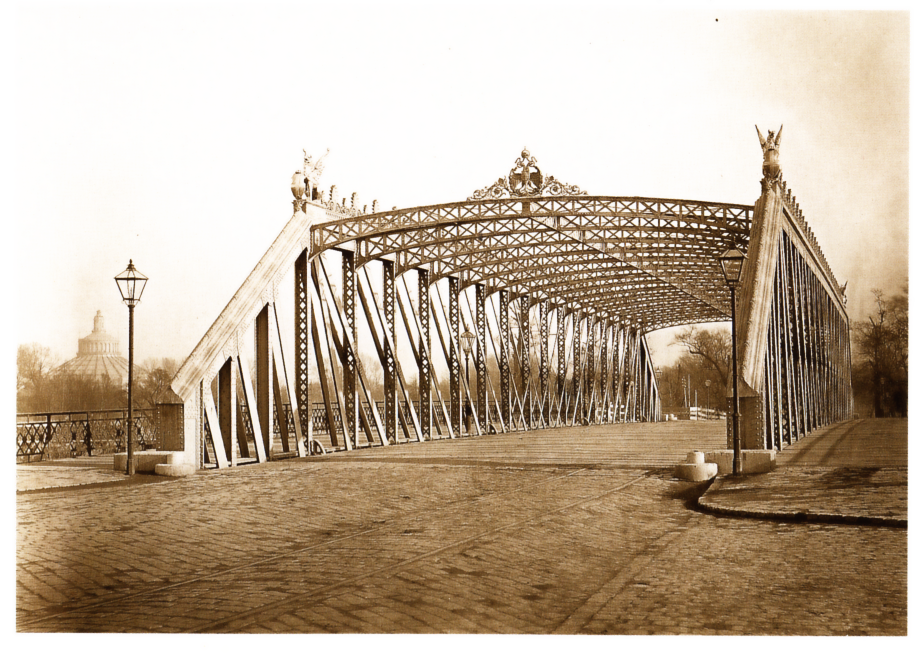
Sophienbrücke

In den Jahren 1871/1872 wurde eine neue Brücke erbaut, die auch für Fuhrwerke befahrbar war. Als konstruktives Vorbild wählte die Gemeinde Wien bei August Köstlin die ebenfalls 1871 nach seinen Plänen errichtete Brigittabrücke. Im Gegensatz zu dieser behielt sich hier die Stadt allerdings die Anbringung einer entsprechenden und reichlichen Dekoration vor. Errichtet wurde diese Brücke ebenfalls von den Witkowitzer Eisenwerken. Verzögert wurde die Fertigstellung der Sophienbrücke durch den nachträglichen beschlossenen Einbau zweier Wasserleitungsrohre für die Wiener Wasserversorgung von je rund 50 Zentimetern Durchmesser. Als Fahrbahnbelag wurde eine Pflasterung aus Eichenholzstöckeln auf einer Unterlage aus Sägespänen gewählt, wobei die Fugen mit Teer vergossen wurden.
Ab dem Jahr 1873 wurde sie auch von der Pferdetramway benutzt, die in den Prater fuhr. Die Brücke erwies sich bald als zu schwach, weshalb die Belastung begrenzt werden musste, und es durfte immer nur ein Straßenbahnzug auf der Brücke sein.
Der Gemeinderat von Wien beschloss am 22. Mai 1914 den im Jahr 1916 beginnenden Neubau der Brücke. Der Krieg und der darauf folgende Geldmangel verhinderten dieses Vorhaben jedoch. Geändert wurde lediglich der Name des Verkehrsbauwerks. Neuer Namensgeber war die nahe gelegene Rotunde, das Hauptgebäude der Weltausstellung 1873.
1927 wurde die Brücke repariert, um eine Sperre aus Sicherheitsgründen zu verhindern.
Ab dem 18. Juli 1904 war oberhalb der Sophienbrücke eines der städtischen Strombäder in Betrieb.

## 1935–1945
Nach Plänen von Clemens Holzmeister wurde zwischen 1935 und 1937 von Waagner Biro die längst fällige neue Bogenbrücke errichtet, die im April 1945 gesprengt wurde.

## 1945–1953
Zwischen Sommer und Herbst 1945 wurde gemeinsam von Pionieren der Roten Armee, österreichischen Firmen und österreichischen Arbeitern eine provisorische Brücke aus Holz und Stahl mit 12 Meter breiter Fahrbahn, zwei je 2,5 Meter breiten Gehsteigen und Straßenbahngleisen errichtet.
Eröffnet wurde dieses Bauwerk im Beisein von Vizebürgermeister Speiser, Stadträten, Offizieren der Roten Armee und weiteren Ehrengästen durch Generalleutnant der Garde Lebedenko, der in seiner Rede auf den Wiederaufbau der Brücke als neuerliche Geste der sowjetischen Freundschaft hinwies.

## 1953 bis heute

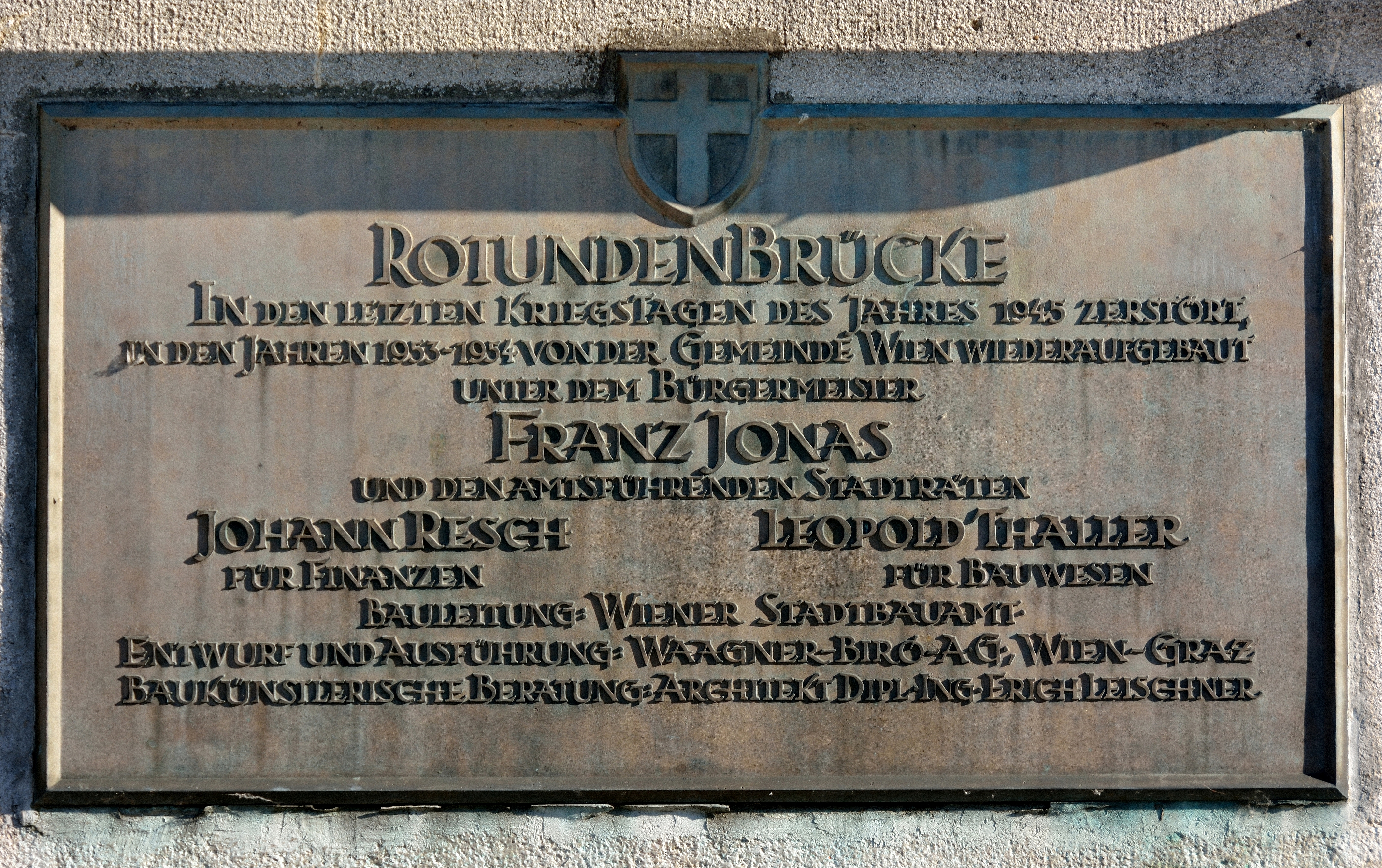
Tafel mit Informationen zum Neubau der Brücke

Da die Rotundenbrücke ein wichtiger Zufahrtsweg zum Messegelände und dem Praterstadion war, beschloss der Wiener Gemeinderat im Sommer 1953 den Neubau. Am 26. April 1954 schlug der Amtsführende Stadtrat für Bauwesen, Ernst Thaller, als symbolischen Akt die ersten Nieten in die Stahlkonstruktion der neuen Brücke. Eröffnet wurde sie am 8. Jänner 1955 durch Bürgermeister Franz Jonas.
Der örtlichen Gegebenheiten wegen war es nicht möglich, die Behelfsbrücke einige Meter seitwärts zu errichten, da die Straßenbahngleise nicht umgelegt werden konnten. So mussten die Arbeiten an der nach Plänen von Erich Franz Leischner neu zu errichtenden Brücke zunächst ein Stück flussaufwärts erfolgen. Nachdem diese fertiggestellt worden war, wurde erst das Provisorium beiseitegeschoben und anschließend die neue Brücke an ihren endgültigen Standort verschoben.